# 장성백암중학교
장성백암중학교(長城白岩中學校)는 대한민국 전라남도 장성군 북이면 사거리에 있는 공립 중학교이다.

## 학교 연혁
- 1969년 10월 14일 : 장성북중학교 설립인가
- 1970년 3월 16일 : 개교
- 1979년 1월 31일 : 장성신흥중학교 설립인가
- 1979년 3월 13일 : 개교
- 2015년 3월 1일 : 장성북중학교와 장성신흥중학교 통폐합 기숙형공립중학교, 장성백암중학교로 교명변경
- 2018년 3월 1일 : 장성백암중학교로 약수중학교 통폐합
- 2023년 9월 1일 : 제18대 박경아 교장 부임
- 2025년 1월 9일 : 제53회 졸업 31명(졸업생 총수 5,449명)
- 2025년 3월 4일 : 신입생 28명 입학

## 참고 자료
- 장성백암중학교 - 한국교육학술정보원 학교알리미